# Tanc volador

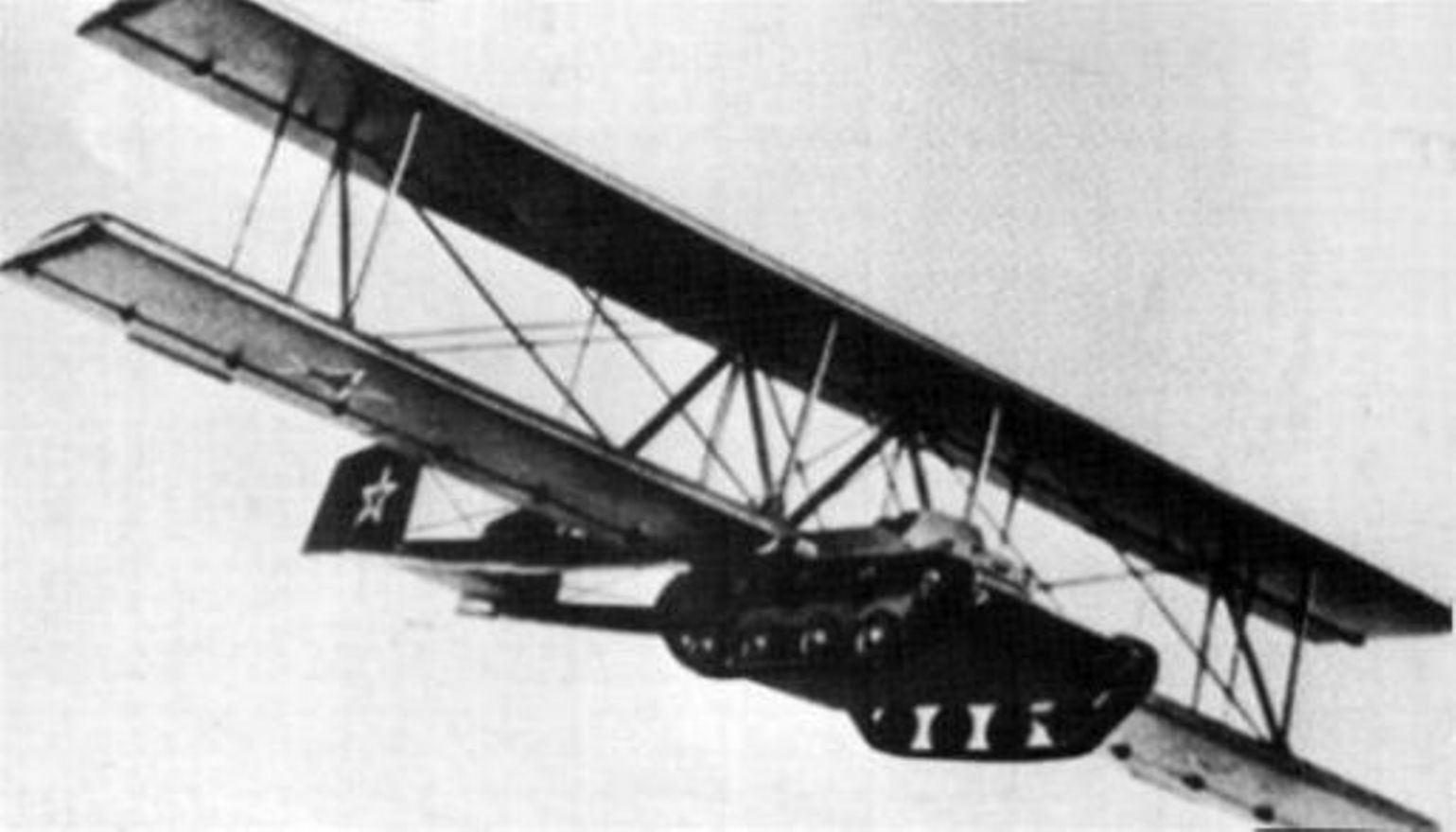
El model Antónov A-40 o KT

Els tancs voladors foren un invent que combinava els tancs amb els aeroplans.

## Invenció
Els tancs voladors foren inventats per J. Walter Christie prop de la dècada de 1930. El model de l'inventor podien volar a una velocitat de 70 milles per hora (112,6 km/h).

## Desenvolupament britànic
En 1941, Leslie Everett Baynes va dissenyar un planador de 100 peus d'envergadura 100 que podria transportar un tanc, i es va produir una unitat experimental a escala reduïda, el Baynes Bat que es va posar a prova satisfactòriament, però el projecte va ser abandonat en favor del treball en planadors que podrien portar els vehicles en el seu interior.

## Desenvolupament soviètic
Els soviètics van desenvolupar el vehicle rus Antónov A-40 Krylya Tanka, dissenyat per Oleg Antónov que pesava 6 tones, tenia ales desmuntables biplanes de fusta, dues cues bessones de fusta i una de suport també de fusta, amb el propòsit de transportar tancs T-60, però eren massa pesants per mantenir la velocitat de planejament, i amb l'avanç alemany, les fàbriques es van traslladar a l'est, i la prioritat va canviar per desenvolupar avions de combat.

## Desenvolupament japonès
L'exèrcit imperial japonès va desenvolupar en 1943 el model experimental n.3 de tanc lleuger So-Ra o Ku-Ro amb ales desmuntables, però també podria ser transportat pels planadors pesants com el Kokusai Ku-7 i el Kokusai Ku-7, que podien ser remolcats per avions com el bombarder pesant Mitsubishi Ki-67, però el projecte es va desestimar. La Universitat imperial de Tokio va desenvolupar un altre projecte però només es va usar la part del planador, que es va convertir en el Maeda Ku-6.